# Chrystynivka

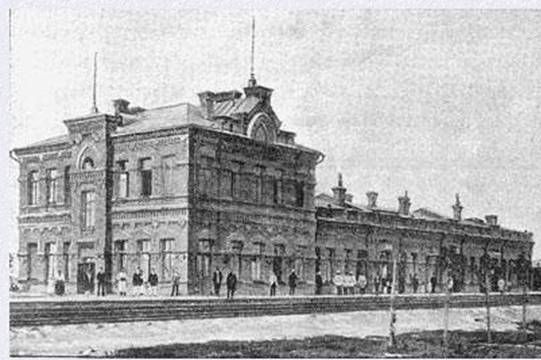
Järnvägsstationen i Chrystynivka, före 1914.

Chrystynivka (ukrainska: Христи́нівка uttal (fil); ryska: Христи́новка, Christinovka) är en stad i Tjerkasy oblast i Ukraina. Folkmängden uppgick till 10 873 invånare i början av 2012.